# Heinrich Strasser
Heinrich Strasser (* 26. Oktober 1948) ist ein ehemaliger österreichischer Fußballspieler. Der Verteidiger nahm an der Weltmeisterschaft 1978 in Argentinien teil.

## Karriere
Heinrich Strasser absolvierte als Abwehrspieler seine ersten Einsätze in der Nationalliga für den SC Wacker Wien in der Saison 1966/67, musste aber mit dem Klub den Abstieg hinnehmen. 1968 ging er zum FC Admira in die Südstadt, bei dem er sich von Anfang an in der Verteidigung etablieren konnte. Bereits am 23. April 1969 gab er auch sein Debüt in der österreichischen Nationalmannschaft gegen Israel und kam in der Folge unter Leopold Šťastný noch zu zwei weiteren Einsätzen.
Nachdem sich seinem Verein der SC Wacker anschloss, gelang es Heinrich Strasser sich mit dem FC Admira/Wacker erstmals für den UEFA-Cup 1973/74 zu qualifizieren, wo sogar Inter Mailand eliminiert wurde. Nach dieser Saison feierte er am 1. Mai 1974 gegen Brasilien seine Rückkehr in die Nationalmannschaft und etablierte sich für die folgenden fünf Jahre als Stammspieler, wobei er sich später meist mit dem VÖESTler Gerhard Breitenberger auf seiner Position abwechselte.
Höhepunkt der Teamkarriere von Heinrich Strasser war die gelungene Qualifikation für die Weltmeisterschaft 1978 in Argentinien, wo Österreich den 7. Platz belegte. Er selbst wirkte beim legendären 3:2-Sieg in Córdoba über den damaligen Weltmeister Deutschland mit.
Nach der Beendigung seiner Teamkarriere wechselte er 1979 vom FC Admira/Wacker 1979 zur kleineren Vienna, der angestrebte Klassenerhalt gelang aber nicht. In der 1. Division war der Verteidiger aber noch 1982/83 für den 1. Simmeringer SC und 1984/85 letztlich doch wieder für die Vienna zu sehen, mit der er ein Jahr zuvor den Aufstieg geschafft hatte.
Später widmete er sich seinem Beruf als Bankangestellter.

## Trainer
Am 23. März 2009 übernahm Heinrich Strasser die Funktion des Co-Trainers neben Hans Krankl beim oberösterreichischen Bundesligisten LASK Linz. Strassers Vertrag wurde, wie jener von Hans Krankl, nach Abschluss der Saison 2008/09 nicht verlängert.
Seit 17. September 2012 ist er Trainer des niederösterreichischen Gebietsligavereins USC Perchtoldsdorf, mittlerweile aber schon durch Andreas Babicky abgelöst.

## Erfolge
- 1 × Österreichischer Cupfinalist: 1979

- Teilnahme an der Fußball-Weltmeisterschaft 1978: 7. Platz
- 26 Länderspiele für die österreichische Fußballnationalmannschaft von 1969 bis 1979